# Comensalisme

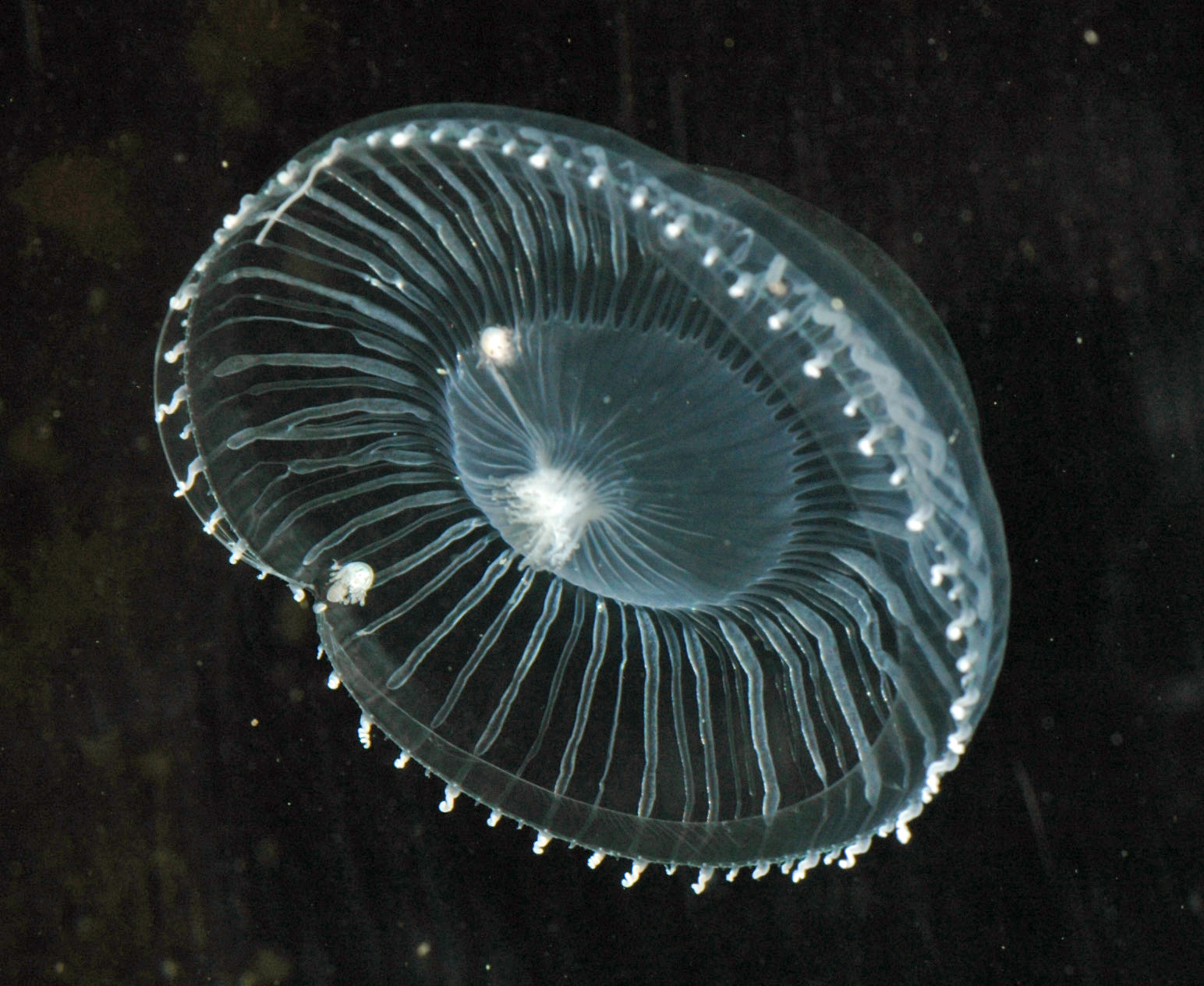
La medusa Aequorea victoria amb un amfípode (Hyperiidae) vivint en relació de comensalisme.

El comensalisme en biologia és una simbiosi o una associació entre dues espècies en la qual el donant proporciona un avantatge al comensal, sense caràcter obligatori. Per al donant no és avantatjosa ni perjudicial, sinó indiferent. L'avantatge pot ser nutritiu, protectiu o d'allotjament o una combinació d'aquests. Hi ha una relació establerta entre dos organismes on un organisme se'n beneficia i l'altre no n'és afectat. Se'n distingeixen tres modalitats: comensalisme simple (o tròfic), comensalisme ecològic i comensalisme mixt (o trofoecològic).
En el comensalisme tròfic un segon animal aprofita les restes d'un primer, com en el cas dels necròfags (voltors, peixos pilot… per exemple) que es mengen les restes que el primer deixa. En el comensalisme ecològic el comensal obté protecció, transport o allotjament. En aquest darrer cas es parla també d'inquilinisme. Un exemple de comensalisme mixt o trofoecològic es produeix entre l'anèl·lid Nereilepas fucata i el bernat ermità Pagurus bernardus.
La paraula prové del neollatí commensalis, «qui comparteix la taula, comensal». Es distingeix d'altres tipus d'associació: mutualisme (on els dos organismes en surten beneficiats), competició (quan els dos organismes en surten perjudicats), i parasitisme (un organisme se'n beneficia i l'altre en resulta damnificat).
No sempre és clar si es poden qualificar de comensalisme o de mutualisme les relacions entre la flora intestinal i l'espècie humana. Per a alguns biòlegs, ideològicament no és probable que qualsevol relació entre organismes sigui completament neutra per a cadascuna de les parts, i les relacions que s'identifiquen com a comensals són possiblement del tipus del mutualisme o el parasitisme, però d'una manera subtil que no s'ha identificat. Per exemple les plantes, epífites són «pirates nutricionals» que intercepten substàncies nutrients que en un altre cas anirien a parar a la planta hoste. Si en una planta hi ha un gran nombre d'epífites es poden trencar les branques o fer ombra excessiva i disminuir la fotosíntesi de l'hoste. Una cosa similar passa amb els àcars forètics sobre altres insectes sense aparentment fer-los cap mal. En animals domesticats l'assumpte és més vague com pot ser, per exemple, les relacions dels humans amb les vaques i els seus productes. Es considera comensalisme que l'animal mori de mort natural, si no es pot considerar parasitisme.

## Tipus

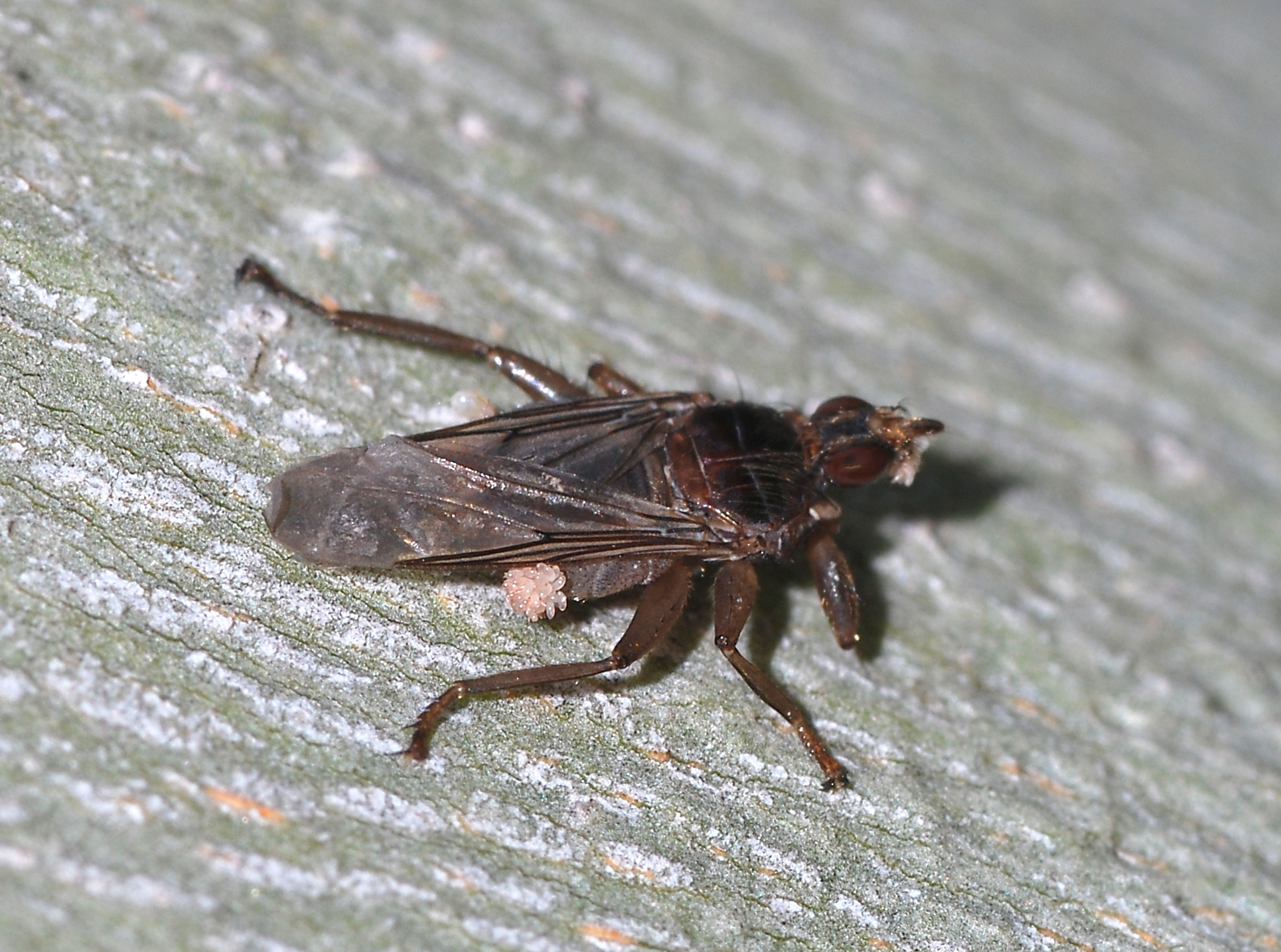
Àcar forètic sobre una mosca (Pseudolynchia canariensis)

- Foresi: Un animal s'enganxa a un altre només per a ser transportat. Això passa en molts artròpodes, amb exemples en àcars sobre insectes (com escarabats, mosques o abelles), pseudoescorpins sobre mamífers[8] o escarabats, i milpeus sobre ocells.[9] La foresi pot ser obligada o facultativa (induïda per condicions mediambientals).
- Inquilinisme: Fer servir un segon organisme com a habitatge. Hi ha exemples en les plantes epífites (com moltes orquídies) o els ocells que viuen en forats dels arbres.
- Metabiosi: És una dependència més directa on el segon organisme fa servir alguna cosa que el primer ha creat com per exemple el cranc ermità que fa servir la conquilla d'un gastròpode.

## Exemples

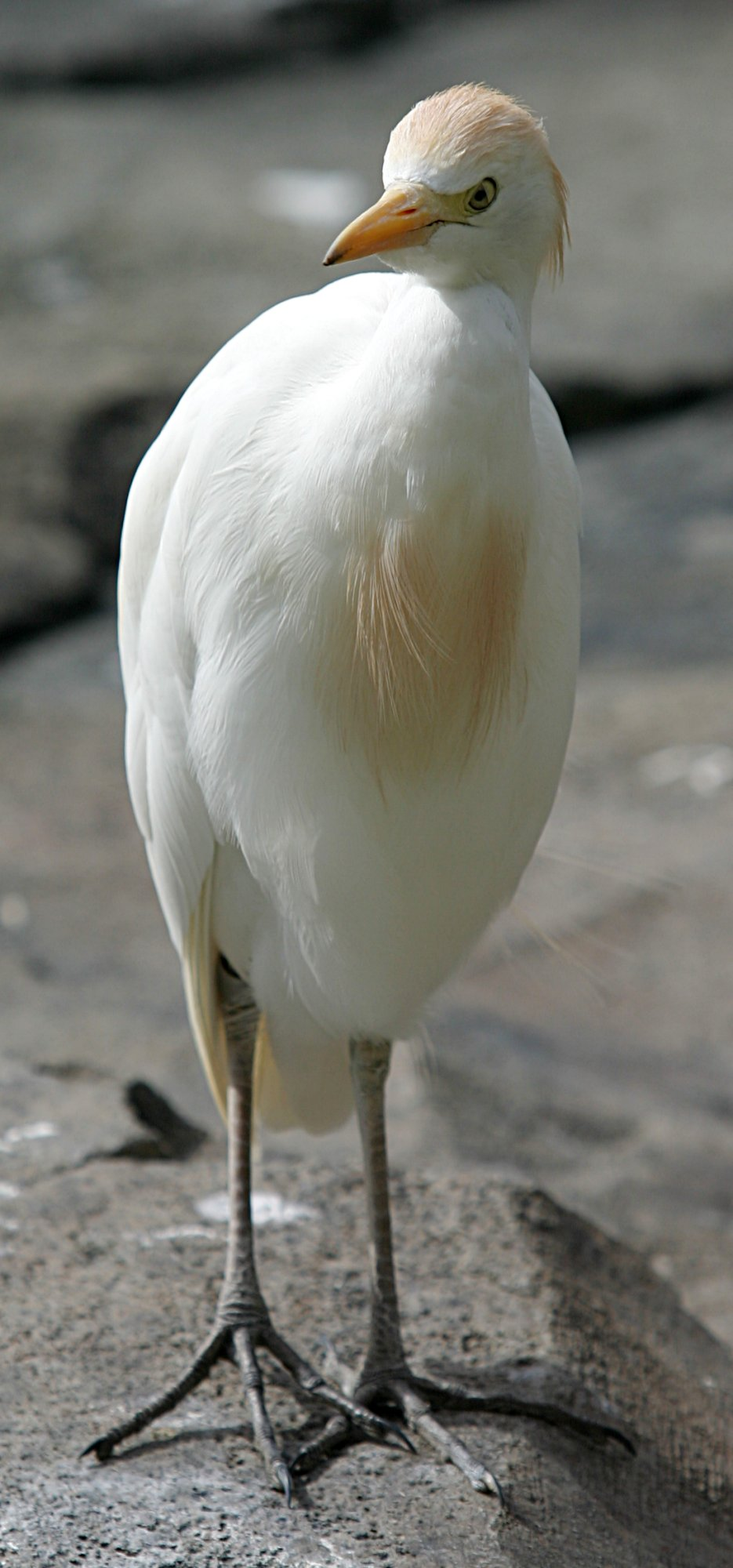
Bubulcus ibis, és un exemple clàssic de comensalisme. S'alimenta en camps entre bovins i cavalls alimentant-se d'insectes que aixequen els animals quan pasturen. L'au se'n beneficia mentre els que pasturen no se'n veuen afectats.

El comensalisme és més difícil de demostrar que el parasitisme i el mutualisme, ja que és més fàcil mostrar que l'hoste és afectat que no pas aprovar o desaprovar aquesta possibilitat. Sovint una investigació acurada mostra si l'hoste en queda afectat.
A l'Índia els xacals daurats alerten un tigre en particular del fet d'haver-hi una presa a l'abast. Els tigres toleren aquests xacals i permeten que es mengin les restes de la presa. Tanmateix de vegades els tigres poden matar els xacals.
Hi ha ocells que segueixen les files de formigues del tipus marabunta que aixequen insectes voladors del sòl del bosc que són capturats pels ocells.
Les orquídies i la molsa tenen relacions de comensals amb els arbres, ja que creixen en les branques o el tronc on disposen de llum per a la fotosíntesi sense que els arbres en quedin afectats.
Els percebes són crustacis sedentaris que es fixen al substrat (des d'una roca a un animal com les balenes) sense que l'hoste en quedi afectat.